# Wolseley 6/99 e 6/110
 La 6/99 e la 6/110 sono stati due modelli di autovettura prodotti complessivamente dalla Wolseley dal 1959 e al 1968.

## Il contesto
I due modelli sono stati le ultime vetture Wolseley di grandi dimensioni. Vennero disegnate da Pininfarina grazie al contributo di alcuni designer  della BMC. La 6/99 venne venduta anche con marchio Austin con il nome A99 Westminster, e con marchio Vanden Plas con il nome Princess 3-Litre. Ebbe una sorte analoga anche la 6/110.
La produzione iniziò nel 1959 e continuò senza modifiche fino al 1961, quando il modello fu rinominato Wolseley 6/110. Quest'ultimo rimase in produzione fino al 1968.
I due modelli, in Danimarca, vennero commercializzati con il nome Wolseley 300. Simile ai modelli, vennero commercializzate altre due vetture, la Austin A40 Farina e la Wolseley 15/60. Sebbene rassomigliante alla 6/99 ed alla 6/110, la 15/60 non condivideva però i componenti del corpo vettura con i due modelli in oggetto.

## La Wolseley 6/99
La prima serie del modello, disegnata da Pininfarina e denominata Wolseley 6/99, sostituì la 6/90. Aveva montato un motore a sei cilindri in linea da 2.912 cm³ di cilindrata e 102 bhp di potenza a valvole in testa, che aveva in dotazione un carburatore a doppio corpo della SU derivante da quello della Austin-Healey 3000. Il cambio offerto di serie era manuale a tre rapporti. Era disponibile, tra gli optional, il cambio automatico.
Le sospensioni avevano la struttura tipica che si poteva trovare in altri modelli del gruppo BMC. Quelle anteriori erano a molle elicoidali e bracci oscillanti, mentre quelle posteriori erano a balestra semiellittica. All'avantreno era installata una barra antirollio. I freni anteriori erano a disco, mentre quelli posteriori erano a tamburo servoassistiti.
Gli interni erano di fattura ricercata per differenziarli da quelli dei modelli Austin. Il cruscotto era in legno. I sedili erano foderati in pelle. Quelli posteriori erano a divanetto con bracciolo centrale, mentre quelli anteriori erano singoli. La carrozzeria era disponibile in tinta unita oppure con verniciatura bicolore.
Un esemplare di 6/99 è stato provato dalla rivista specializzata The Motor nel 1959. Vennero registrate una velocità massima di 157,1 km/h ed un'accelerazione da 0 a 97 km/h di 14,4 secondi. Il modello utilizzato nel test costava 1.254 sterline.

## La Wolseley 6/110
Il modello venne aggiornato e rinominato 6/110 nel 1961. Anche le omologhe vetture del gruppo, la Austin A110 Westminster e la Vanden Plas Princess 3-Litre Mk. II, furono riviste. La 6/110 aveva installato il medesimo motore della 6/99, ma di potenza superiore, per la precisione 120 bhp. La leva del cambio fu spostata dal piantone dello sterzo al pavimento. Il servosterzo ad incidenza variabile della Hydrosteer e l'aria condizionata furono offerti come optional dal luglio del 1962. Anche per la 6/110, il cambio era manuale a tre rapporti. Era disponibile, come optional, il cambio automatico.
Nel 1964 la vettura fu rivista. Il modello aggiornato fu denominato Mark II, e possedeva delle ruote più piccole ed un cambio manuale a quattro rapporti. L'overdrive era ancora disponibile, ma tra le opzioni. La produzione della Mark II terminò nel marzo del 1968. Delle tre vetture omologhe, solo il modello Austin venne sostituito (nello specifico, dalla Austin 3 litre). Versioni della 3 litre con marchio Wolseley e Vanden Plas raggiunsero lo stadio di prototipo, ma non entrarono mai in produzione.